# Nishada brunneipennis
Nishada brunneipennis är en fjärilsart som beskrevs av George Francis Hampson 1911. Nishada brunneipennis ingår i släktet Nishada och familjen björnspinnare. Inga underarter finns listade i Catalogue of Life.